# Chiesa della Santissima Trinità (Grumello del Monte)
La chiesa prepositurale della Santissima Trinità è la parrocchiale di Grumello del Monte, in provincia e diocesi di Bergamo; fa parte del vicariato di Calepio-Telgate. 

## Storia
In un documento del 1260 circa si legge che la primitiva chiesa di Grumello era dedicata a San Siro e che dipendeva dalla pieve di San Giovanni Battista di Telgate.

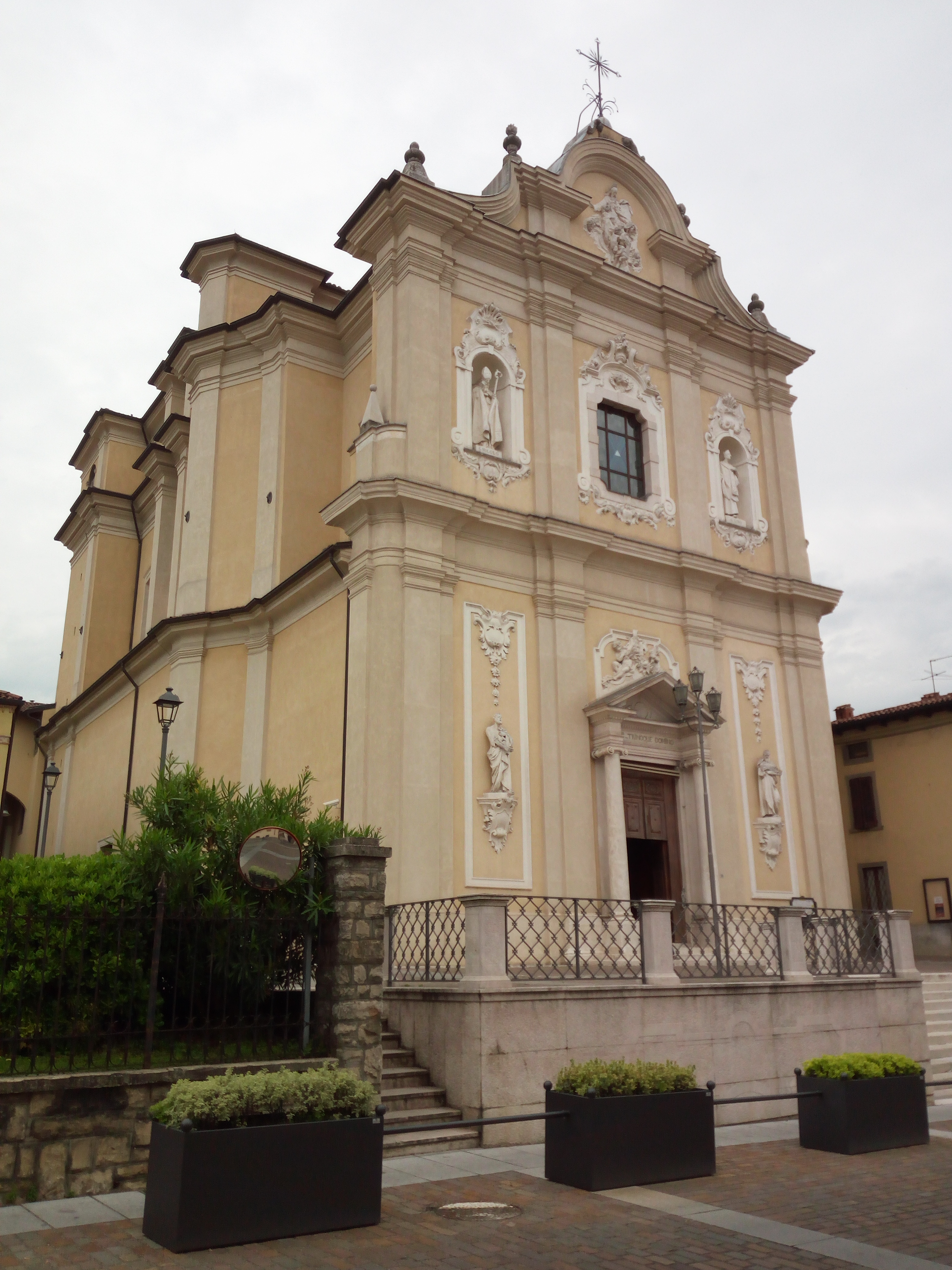
La facciata della chiesa

Negli atti relativi al sinodo diocesano tenuto nel 1304 dal vescovo Giovanni da Scanzo, è menzionata per la prima volta la chiesa della Santissima Trinità.
Nella nota ecclesiarum fatta redigere nel 1360 da Bernabò Visconti si legge che la chiesa grumellese aveva il doppio titolo di Santissima Trinità e San Siro.
Nel 1575 l'arcivescovo di Milano san Carlo Borromeo, compiendo la sua visita pastorale, annotò che i fedeli ammontavano a 700, che la parrocchiale era dedicata a san Nicola, che essa era la sede della scuola del Corpo di Cristo e che aveva alle sue dipendenze le chiese della Santissima Trinità, di Santa Maria e di San Siro
La prima pietra della nuova chiesa venne posta nel 1720; l'edificio, disegnato da Giovan Battista Caniana, fu aperto al culto il 31 maggio 1744 e consacrato il 17 luglio 1781 dal vescovo di Bergamo Giovanni Paolo Dolfin, il quale, in occasione della sua visita compiuta quello stesso anno, trovò che in esso avevano sede la scuola del Santissimo Sacramento e le confraternite del Rosario e della Dottrina Cristiana.
Nel 1861 risultava che i fedeli erano 1835 e che la chiesa della Santissima Trinità, che faceva parte della vicaria di Telgate, aveva come filiali l'antica parrocchiale e gli oratori di Santa Maria Assunta, di San Nicolò di Bari e di San Pantaleone; nel 1897 venne completata la facciata, precedentemente rimasta incompleta, e nel 1902 l'abside fu oggetto di una risistemazione; nel 1940 fu presentata la proposta di edificare un nuovo campanile e tra il 1944 e il 1945 vennero svolti alcuni lavori volti a realizzarne le fondamenta, ma poi il progetto s'arenò.
Il 28 giugno 1971, con la soppressione della vicaria di Telgate, la chiesa entrò a far parte della neo-costituita zona pastorale XIII, per poi venir aggregata al vicariato di Calepio-Telgate il 27 maggio 1979.
Nel 1985 la torre campanaria fu restaurata e rinforzata e tra il 1993 e il 1998 la parrocchiale venne ristrutturata.

## Descrizione

### Facciata
La facciata della chiesa è suddivisa da una cornice marcapiano in due registri, entrambi tripartiti da quattro lesene; in quello inferiore sono presenti il portale d'ingresso, affiancato da due colonne e sovrastato da un timpano, e due state, mentre in quello superiore una finestra centrale e due nicchie all'interno delle quali sono collocate altrettante statue. A coronare il tutto è il timpano di forma mistilinea, caratterizzato all'interno da un affresco avente come soggetto la Santissima Trinità.

### Interno
L'interno della chiesa è a forma di croce latina, con un'unica navata sulla quale si affacciano le cappelle laterali e che incrocia il transetto; al termine dell'aula vi è il presbiterio, ai lati del quale sono presenti la sagrestia e la cappella della Beata Vergine di Lourdes.
Opere di pregio qui conservate sono un organo costruito dalla ditta Serassi, un polittico dipinto da Vittore Carpaccio, alcuni dipinti eseguiti da Giovanni Carobbio e una statua scolpita da Andrea Fantoni.